# Шарджа (емирство)
Шарджа (на арабски: الشارقة) е емирство в Обединените арабски емирства с население около 800 000 жители. Негова столица е град Шарджа.
Простира се на 16 km по продължението на брега на Персийския залив и на повече от 80 km във вътрешността му.
Островите Калба, Кор Хакан и Диба ал-Хусн, разположени на източното крайбрежие, граничещо с Оманския залив, също влизат в територията на емирството, която е с площ от 2590 km².
В едноименната столица се намира международното летище Шарджа.